# Ваганово (Кічменгсько-Городецький район)
Вага́ново (рос. Ваганово) — присілок у складі Кічменгсько-Городецького району Вологодської області, Росія. Входить до складу Кічмензького сільського поселення.

## Населення
Населення — 21 особа (2010; 41 у 2002).
Національний склад (станом на 2002 рік):
- росіяни — 98 %